# David Hollwitz
David Hollwitz (* 20. März 1989 in Luckenwalde) ist ein deutscher Fußballspieler, der beim SV Lichtenberg 47 unter Vertrag steht.

## Karriere
Der in Luckenwalde (südlich von Berlin) geborene und aufgewachsene Hollwitz begann mit sechs Jahren beim im Nachbarort Trebbin beheimateten VfB Trebbin mit dem Fußballspielen. Nach sechs Jahren schloss er sich dem 1. FC Union Berlin an. Von 2001 bis 2008 durchlief er die Jugendmannschaften des Hauptstadtclubs und stieg 2008 mit der U19 (u. a. zusammen mit seinem heutigen Mannschaftskollegen Steven Jahn) in die A-Junioren-Bundesliga auf. In der folgenden Saison gehörte er zum Kader der in der 3. Liga spielenden ersten Männermannschaft und bestritt bereits am dritten Spieltag sein Profifußballdebüt, als er in der Nachspielzeit gegen Kickers Offenbach eingewechselt wurde. Insgesamt kam Hollwitz, der im zentralen defensiven Mittelfeld spielt, auf vier Kurzeinsätze in der Saison 2008/09, an deren Ende die Meisterschaft und damit der Aufstieg in die 2. Bundesliga stand.
In der zweiten Liga kam Hollwitz nicht zum Einsatz. Stattdessen wurde er überwiegend in der Reservemannschaft in der Berlin-Liga eingesetzt, mit der ihm der Aufstieg in die Oberliga Nordost gelang. Dort erreichte Union II in der Saison 2010/11 den fünften Rang. Hollwitz gehörte dabei zu den Stammkräften und bestritt 27 von 30 möglichen Partien. Zur Saison 2011/12 wechselte er zum SV Babelsberg 03 in die 3. Liga und kam dort auf zehn Kurzeinsätze. Im Sommer 2012 kehrte er zum 1. FC Union zurück. 2015 erfolgte der Wechsel zum Regionalligisten FC Viktoria 1889 Berlin. Nach zwei Jahren in der Regionalliga Nordost beim früheren Meister FC Viktoria Berlin unterschrieb Hollwitz für zwei Jahre beim SV Lichtenberg 47 in der Oberliga Nordost.
Hauptberuflich ist David Hollwitz als Steuerfachangestellter tätig.

## Titel / Erfolge
- Aufstieg in die A-Jugend-Bundesliga 2008
- Aufstieg in die 2. Bundesliga 2009